# Óscar Walter García Barreto
Óscar Walter García Barreto (* 8. August 1969 in Tala) ist ein uruguayisch-chilenischer römisch-katholischer Geistlicher und Weihbischof in Concepción.

## Leben
Óscar Walter García Barreto besuchte das Liceo San José in Tala. Im Januar 1992 trat er der Ordensgemeinschaft der Armen Diener der Göttlichen Vorsehung bei und legte am 2. Februar 1994 die erste Profess ab. Nachdem García Barreto 1995 im Kinderheim Ciudad del Niño, Ricardo Espinoza in Hualpén gearbeitet hatte, studierte er Philosophie und Katholische Theologie in Chile und Argentinien. Am 14. August 1999 empfing García Barreto in Tala das Sakrament der Priesterweihe.
García Barreto war zunächst als Ausbilder und Verantwortlicher für die Liturgie an den Priesterseminaren der Armen Diener der Göttlichen Vorsehung in Uruguay und Argentinien tätig, bevor er 2008 Pfarrer der Pfarrei Nuestra Señora de Guadalupe in Hualpén im Erzbistum Concepción wurde. Später verließ Óscar Walter García Barreto seine Ordensgemeinschaft und wurde 2014 in den Klerus des Erzbistums Concepción inkardiniert. 2015 wurde er Pfarrer der Pfarrei Nuestra Señora del Carmen in Cañete und Seelsorger am Instituto San José. Ferner war er Verantwortlicher für die Berufungspastoral und die soziale Pastoral im Dekanat Arauco. Ab Januar 2022 wirkte García Barreto als Pfarrer der Pfarrei San José in Curanilahue und als Bischofsvikar für die Region Arauco.
Am 23. Februar 2022 ernannte ihn Papst Franziskus zum Titularbischof von Horta und zum Weihbischof in Concepción. Der Erzbischof von Concepción, Fernando Natalio Chomalí Garib, spendete ihm und Bernardo Andrés Álvarez Tapia am 30. April desselben Jahres in der Kathedrale von Concepción die Bischofsweihe; Mitkonsekratoren waren der Apostolische Nuntius in Chile, Erzbischof Alberto Ortega Martín, und der Bischof von San Bartolomé de Chillán, Sergio Hernán Pérez de Arce Arriagada SSCC.